# Kená
Kená je město v Horním Egyptě. Leží na východním břehu řeky Nil a je hlavním městem stejnojmenného guvernorátu. V arabštině lze název města přeložit jako „velmi červený“, což odkazuje na úrodnou půdu v oblasti. Město se nachází 63 kilometrů severně od Luxoru a je známé pro svou malou vzdálenost k Dendeře, jednomu z nejvýznamnějších archeologických nalezišť v Egyptě. Asi 95 kilometrů od města dále leží město El Balyana. Asi 35 % obyvatel města tvoří Koptové, což je v Egyptě v porovnání s jinými městy velmi vysoký podíl. Ve městě se dále nachází řada mešit. Leží v oblasti s aridním podnebím. 
V roce 2021 zde žilo 252 883 obyvatel. 